# Air Class Lineas Aereas
Air Class Lineas Aereas – urugwajski przewoźnik lotniczy z siedzibą w Montevideo. Świadczy regionalne usługi pasażerskie.
Linie rozpoczęły swoją działalność w 1996 i są własnością Daniela Gonzaleza oraz Daniela Hernandeza.
Flotę przedsiębiorstwa stanowa cztery maszyny w tym dwa Boeingi 727-200 oraz dwa Fairchild SA227AC Metro III